# Геологія Вірменії
Геологічна будова Вірменії.

## Загальна характеристика
Тер. Вірменії розташована в межах складчасто-брилового дугоподібного мегантиклінорія Малого Кавказу як структура (360х180 км), що утворилася на новітньому етапі починаючи з олігоцену. В ній виділяються зони: Прикуринська, Сомхето-Карабаська, Кафанська, Севано-Акеринська, Анкаван-Зангезурська, Єревано-Ордубадська і Приаракська. Перші три зони належать Закавказькому серединному масиву, останні три   Іранському; Севано-Акеринська зона відповідає альпійській евгеосинкліналі. Фундамент Анкаван-Зангезурської і частково Сомхето-Карабаської та Прикуринської зон (кембрій,  докембрій) складають ґнейси, амфіболіти, сланці, філіти, мармури, доломіт і інші г.п., прорвані гранітоїдними і габро-перидотитовими інтрузивами. Фундамент залягає на глиб. до 6-8 км, місцями виступаючи на поверхню. У Прикуринській, Сомхето-Карабаській і Кафанській зонах фундамент перекривають нерівномірно дислоковані вулканогенно-осадові утворення юри, крейди, палеогену, а в Прикуринській і частково Кафанській зонах також неоген-четвертинні відклади. Чохол Єревано-Ордубадської і Приаракської зон складають теригенно-карбонатні формації силуру - девону, ниж. карбону, пермі і тріасу, осадові та вулканогенні комплекси мезозою, палеогену і міоцену, а також озерно-річкові, вулканічні і пухкі відклади пліоцен-плейстоцену. Відклади лейасу – піщано-глинисті і туфогенні породи. У Сомхето-Карабаській і Кафанській зонах розвинені потужні (до 5 км) вулканогенно-осадові товщі сер. і верх. юри і ниж. крейди, що включають промислові родов. мідно-колчеданових і поліметалічних руд тощо. Більш молоді горизонти крейди, від альба до сантона, в Сомхето-Карабаській зоні представлені вулканогенно-осадовими утвореннями від кампана до датського ярусу – вапняками і мергелями. Вони включають скупчення марганцевих руд, бентонітів, вапняків, глауконітів, цеолітів, фельзитових туфів і інш. Палеоген Єревано-Ордубадської зони представлений потужним (4-5 км) осадово-пірокластичним флішоїдним, а олігоцен – моласовим комплексами; в Приараксинській зоні – вапняково-теригенним комплексом потужністю до 0,5 км, в Севано-Акеринській зоні –товщею (до 5-6 км) андезитів, дацитів і вулканокластів схожого складу. Вони вміщають мідно-колчеданні і поліметалічні руди та поклади різноманітних неметалічних к.к. Моласи сер. міоцену містять промислові поклади кам. солі. У верх. міоцені – ниж. пліоцені регіону розвинені могутні покриви андезитових і андезито-дацитових лав та їх пірокластів (Кечутський, Цахкунський, Гегамський, Варденський хребти та інш.). Для верх. пліоцену характерні покривала, потоки і сілли долеритових базальтів (вік - 3,5 млн років), що складають великі поля в межах Карського, Ахалкалакського, Лорійського, Котайського і Баязетського плато. За ними йдуть потужні покриви і потоки андезитів (Арагац, Араїлер і т.д.), дацитів і сублужних лав (Ішхансар і інш.).
На тер. В. відомо 4 цикли новітнього вулканізму, які проявилися в нижньому, середньому, верхньому плейстоцені і голоцені. На півн.-заході і в центрі В. розвинуті лави андезитобазальтів, інколи – лави та туфолави дацитів. На сході і півд.-сході – сублужні і лужні лави (Сюнікське нагір'я). Є бл. 550 точок виверження четвертинного часу. Особливий клас вулканітів пліоплейстоцену складають кислі породи: ліпарити, перліти, обсидіани і літоїдні пемзи, що створюють екструзивні куполи і щити. Інтрузивний магматизм виявився багатоетапно: в байкальську тектонічну епоху сформувався гранітно-ґнейсовий Арзаканський масив, в герцинську – сірі, рожеві і лейкократові граніти Локського і Арзаканського масивів, в кімерійську – гранітоїди Ахпатського, Кохбського, Тавушського, Цавського, Спітаксарського, Такарлинського масивів, в альпійську – гранітоїди Місхано-Зангезурської і Севано-Акеринської зон. З гранітоїдами кімерійської і альпійської тектонічних епох пов'язано мідно-молібденове, свинцево-цинкове і золото-поліметалічне зруденіння, з інтрузіями пліоцену – апатит-магнетитове, з субвулканічними і екструзивними кварцовими порфірами і альбітофірами юри, крейди і палеогену – мідно-колчеданні та інші руди.
Найбільш великі офіолітові серії виникли в юрі і крейді (Приаракська, Зангезурська, Севанська офіолітові зони). З перидотитами і дунітами цих зон пов'язані вияви хроміту, азбесту, магнезиту, алмазів і інш.